# Steimel (Unternehmen)
Die Gebr. Steimel GmbH & Co. Maschinenfabrik ist eine Herstellerfirma für Pumpen, Industrie-Zentrifugen, Spänebrecher und Späneförderer für industrielle Anwendungen mit Sitz in Hennef (Sieg) in Nordrhein-Westfalen.

## Geschichte
Johann Steimel gründete 1878 einen Produktionsbetrieb zum Bau von landwirtschaftlichen Maschinen. Er produzierte Dreschmaschinen, Heuwender, Sämaschinen und ähnliche Geräte.
Etwa um die Mitte der 1880er Jahre wurde das Fertigungsprogramm um handbetriebene Milchzentrifugen erweitert. Diese wurden zum wichtigsten Umsatzträger. 1897 erhielt die Firma auf der Weltausstellung in Brüssel den 1. Preis („Goldene Medaille mit Diplom“) für die Milchzentrifuge „Ceres“ und auf der Weltausstellung 1900 in Paris ebenfalls eine Medaille für die Milchzentrifugen. Bis 1925 stellte das Unternehmen die für die Produktion benötigten Guss-Rohlinge in einer eigenen Eisengießerei her. Vor dem Ersten Weltkrieg kamen Blut-Separatoren und Entölungszentrifugen für die Metallspäneaufbereitung hinzu.
Um den durch das Milch- und Fettgesetz stark reduzierten Absatz von privaten Milchzentrifugen zu kompensieren, wurde ab etwa 1928 die Pumpenproduktion stark erweitert; bis dahin hatte man lediglich Jauchepumpen hergestellt. Ein Zahnrad- und Zentrifugalpumpenprogramm verkaufte sich gut und holte das Unternehmen aus den Tiefen der Weltwirtschaftskrise.
Bei den Zentrifugalpumpen spezialisierte sich das Unternehmen auf seewasserbeständige selbstansaugende Kreiselpumpen als Kühlwasser- und Lenzpumpen für wassergekühlte Schiffsdieselmotoren. Wesentliche Hersteller von Großmotoren gehören zum Kundenkreis der Gebr. Steimel GmbH & Co. Die Zahnradpumpen werden neben dem herkömmlichen Einsatz als Schmierpumpen verstärkt auch für Sonderanwendungen (Farben, Lacke, Schokolade, Bitumen) in Zusammenarbeit mit Abnehmern produziert. Das Milchzentrifugengeschäft versiegte nach dem Zweiten Weltkrieg ganz und Steimel fing an, das Industriezentrifugenprogramm auszubauen in Richtung automatisch befüll- und entleerbarer sowie kontinuierlich betriebener Zentrifugen.
Seitdem werden ausgehend von der Zentrifugentechnik komplette Späneaufbereitungsanlagen inklusive Spänebrecher und der dazugehörigen Förder- und Trenntechnik projektiert und produziert. Aus den ursprünglichen Trocknungszentrifugen wurden komplexe vollautomatische Oberflächenbehandlungsanlagen, in denen Massenteile gewaschen, getrocknet und beschichtet werden können. Die beiden Produktbereiche Pumpen und Zentrifugen teilen sich etwa zur Hälfte den Gesamtumsatz.
Das Unternehmen beschäftigt etwa 250 Mitarbeiter (Stand: Januar 2009). Es befindet sich vollständig in Familienbesitz und wurde seit Anfang 2002 in der vierten Generation von Norbert Peth, einem Urenkel des Firmengründers geleitet. Norbert Peth schied im Oktober 2013 als Geschäftsleiter der Gebr. Steimel GmbH & Co. aus.
Seit April 2013 leitet Thomas Manth in Zusammenarbeit mit Norbert Peth das Unternehmen gemeinsam – seit Oktober 2013 alleine.
Seit Anfang November 2019 leitet Justus Volhard als Geschäftsführer die Firma Gebr. Steimel GmbH & Co.

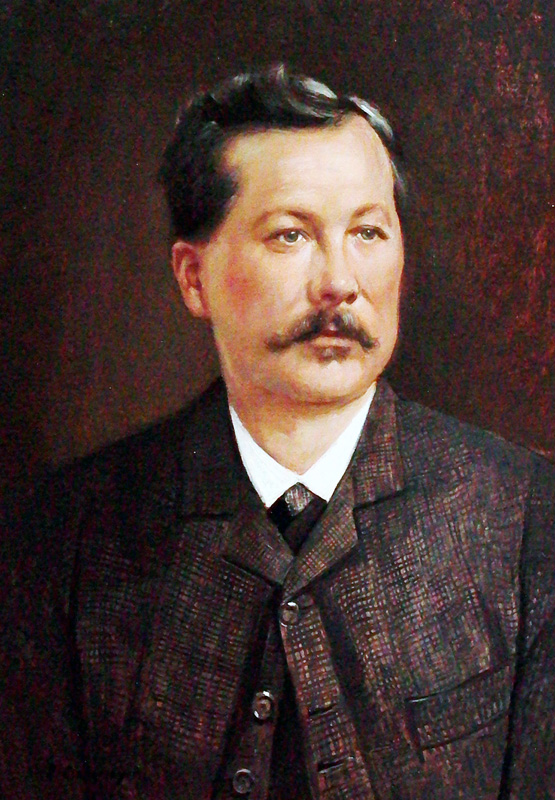
Firmengründer Johann Steimel
Auszeichnung auf der Pariser Weltausstellung 1900 für Steimel-Milchzentrifugen[1]
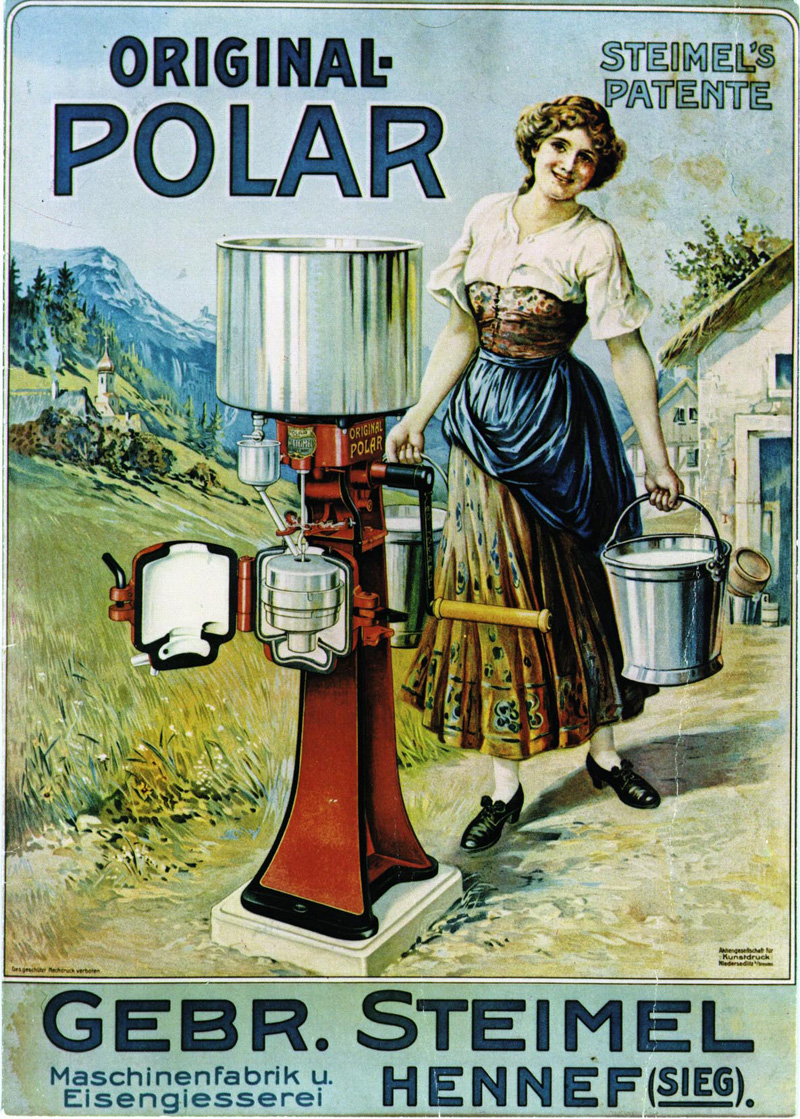
Historische Werbung für Steimel-Milchzentrifuge POLAR
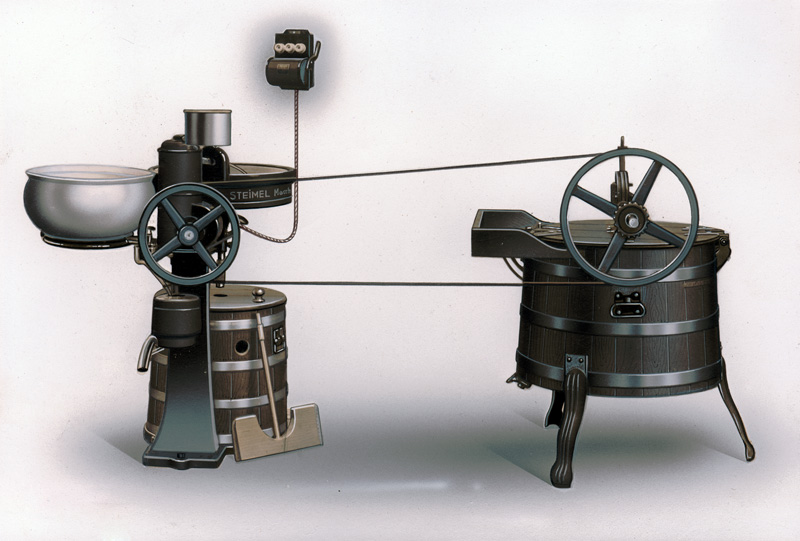
Steimel-Milchzentrifuge mit Butterkneter
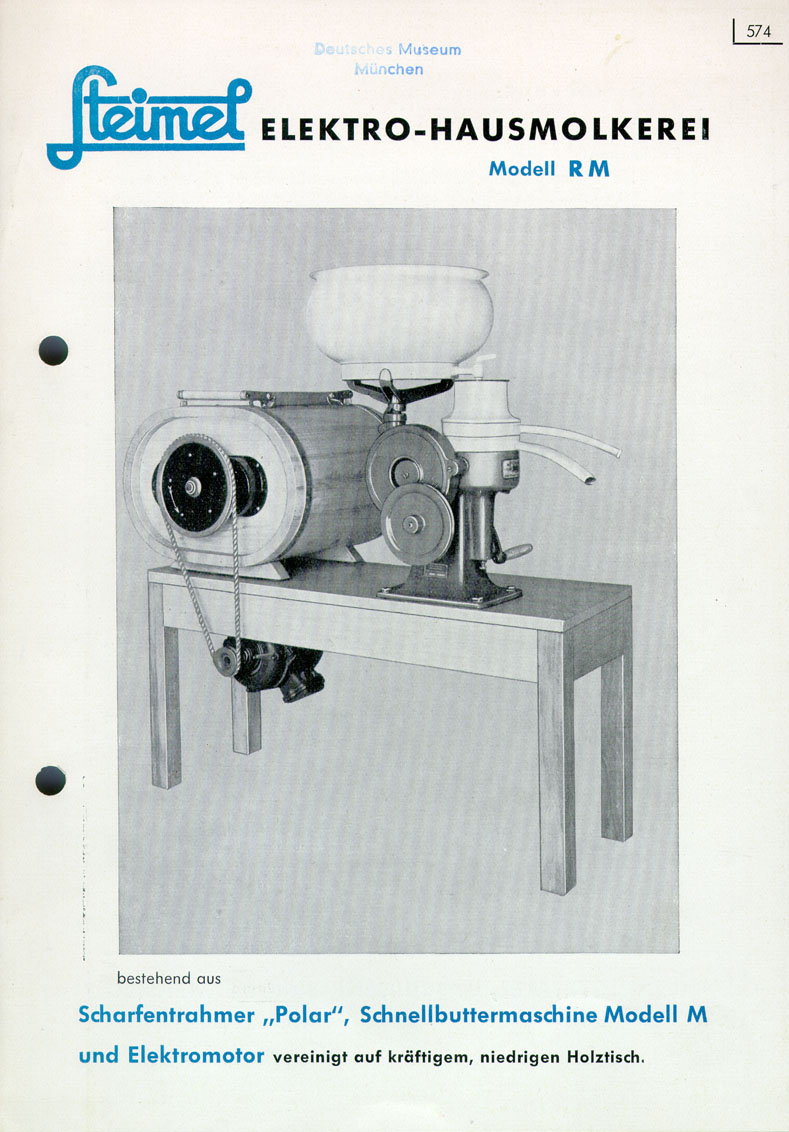
Historische Werbeschrift zur Steimel-Hausmolkerei
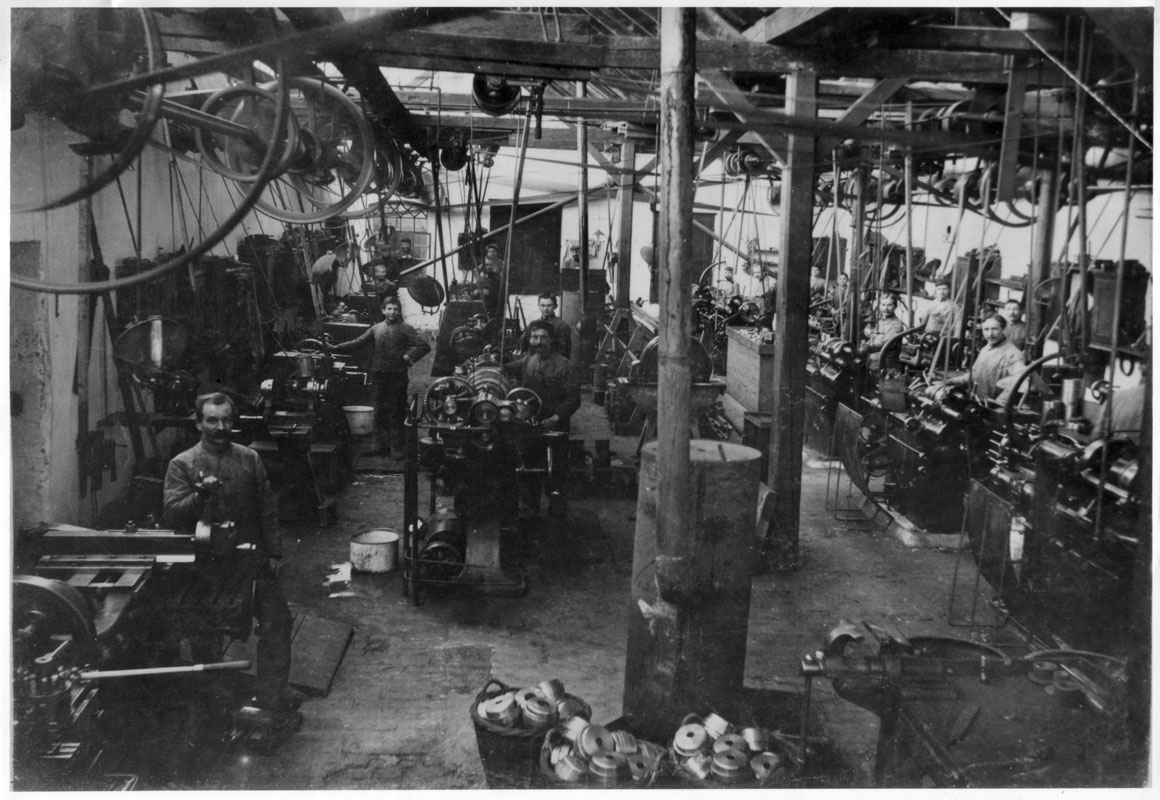
Dreherei der Gebr. Steimel GmbH & Co. um 1905

## Straßenbenennung in Hennef
Anlässlich des 125. Firmenjubiläums hat die Stadt Hennef am Kreuzungsbereich Frankfurter Straße / Steinstraße den Platz vor dem Haupthaus der Gebr. Steimel GmbH & Co. am 27. Juni 2003 zum Johann-Steimel-Platz benannt. Damit ehrte die Stadt Hennef (Sieg) den Gründer des ältesten, noch am Ort verbliebenen Industriebetriebs.